# Comuna Sântana de Mureș, Mureș
Sântana de Mureș (în maghiară Marosszentanna, în germană Sankt Anna an der Mieresch) este o comună în județul Mureș, Transilvania, România, formată din satele Bărdești, Chinari, Curteni și Sântana de Mureș (reședința).

## Demografie
Componența etnică a comunei Sântana de Mureș
     Români (53,61%)
     Maghiari (32,8%)
     Romi (6,5%)
     Alte etnii (0,2%)
     Necunoscută (6,88%)
Componența confesională a comunei Sântana de Mureș
     Ortodocși (49,11%)
     Reformați (28,25%)
     Adventiști (5,16%)
     Romano-catolici (3,01%)
     Penticostali (2,31%)
     Greco-catolici (1,01%)
     Alte religii (3,13%)
     Necunoscută (8,02%)
Conform recensământului efectuat în 2021, populația comunei Sântana de Mureș se ridică la 6.612 locuitori, în creștere față de recensământul anterior din 2011, când fuseseră înregistrați 5.723 de locuitori. Majoritatea locuitorilor sunt români (53,61%), cu minorități de maghiari (32,8%) și romi (6,5%), iar pentru 6,88% nu se cunoaște apartenența etnică. Din punct de vedere confesional, cei mai mulți locuitori sunt ortodocși (49,11%), cu minorități de reformați (28,25%), adventiști (5,16%), romano-catolici (3,01%), penticostali (2,31%) și greco-catolici (1,01%), iar pentru 8,02% nu se cunoaște apartenența confesională.

## Politică și administrație
Comuna Sântana de Mureș este administrată de un primar și un consiliu local compus din 15 consilieri. Primarul, Dumitru Moldovan[*], de la Partidul Social Democrat, este în funcție din 2016. Începând cu alegerile locale din 2024, consiliul local are următoarea componență pe partide politice:
|  | Partid                                 | Consilieri | Componența Consiliului | Componența Consiliului | Componența Consiliului | Componența Consiliului | Componența Consiliului |
|  | -------------------------------------- | ---------- | ---------------------- | ---------------------- | ---------------------- | ---------------------- | ---------------------- |
|  | Partidul Național Liberal              | 5          |                        |                        |                        |                        |                        |
|  | Uniunea Democrată Maghiară din România | 5          |                        |                        |                        |                        |                        |
|  | Partidul Social Democrat               | 3          |                        |                        |                        |                        |                        |
|  | Alianța pentru Unirea Românilor        | 2          |                        |                        |                        |                        |                        |

## Atracții turistice
- Biserica ortodoxă din satul Sântana de Mureș - 1899
- Biserica reformat-calvină din satul Chinari
- Biserica reformat-calvină din satul Sântana de Mureș, construcție secolul al XIV-lea
- Biserica reformat-calvină din satul Curteni
- Biserica ortodoxă  din satul Bărdești - 1912
- Pădurea Glodeni - sit de importanță comunitară inclus în rețeaua ecologică europeană Natura 2000 în România.

## Imagini

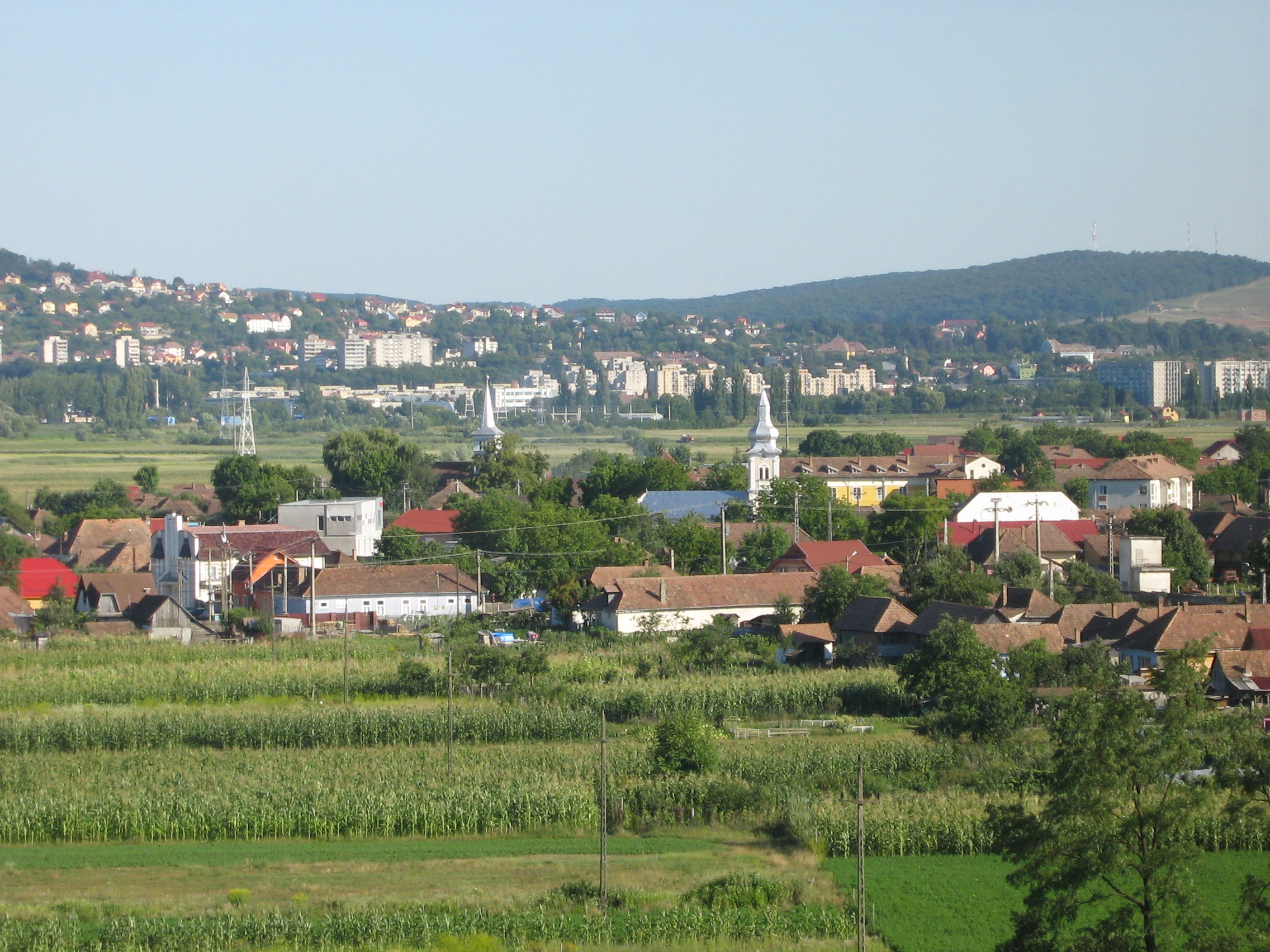
Sântana de Mureș
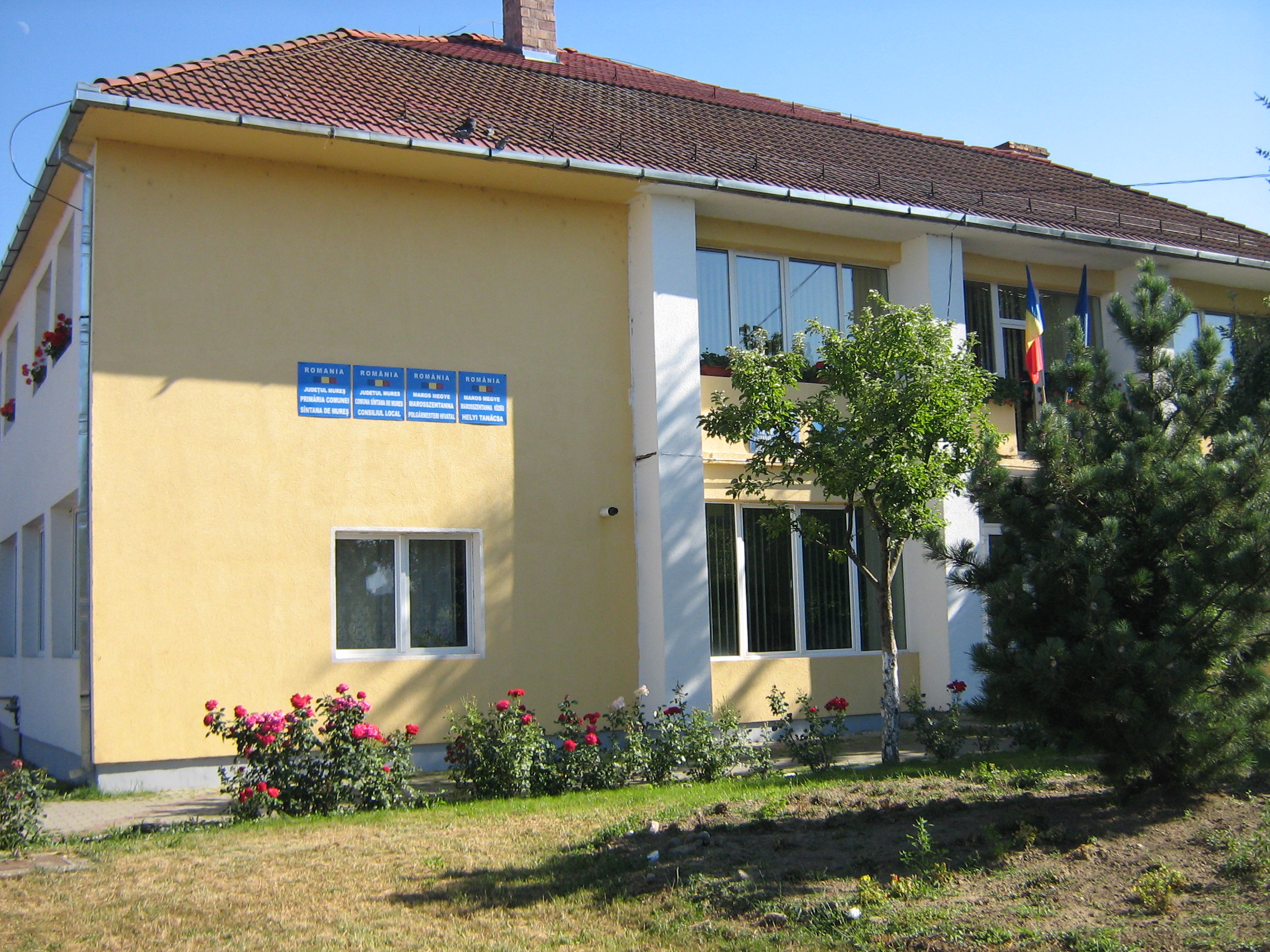
Primăria
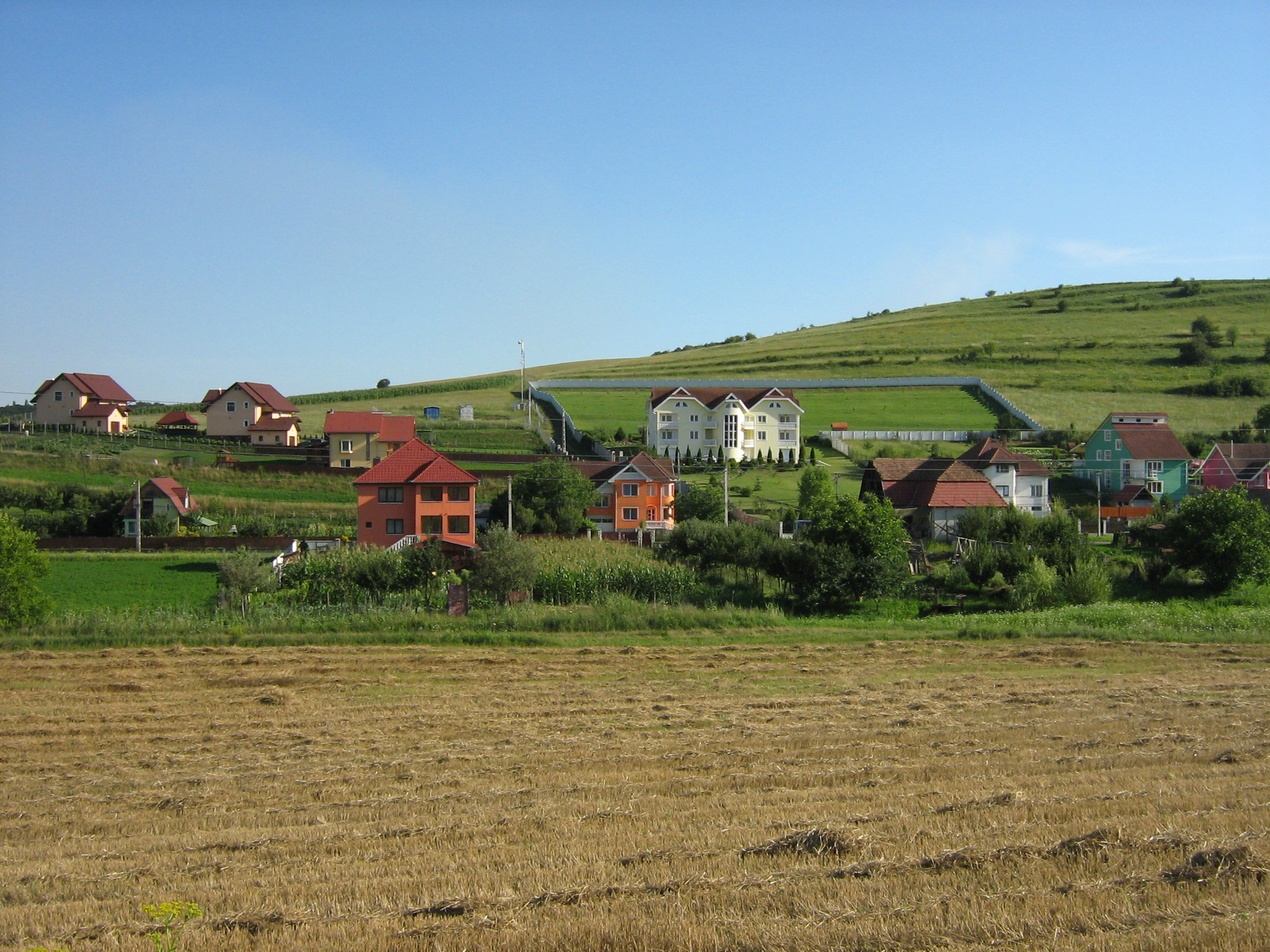
Satul Bărdești
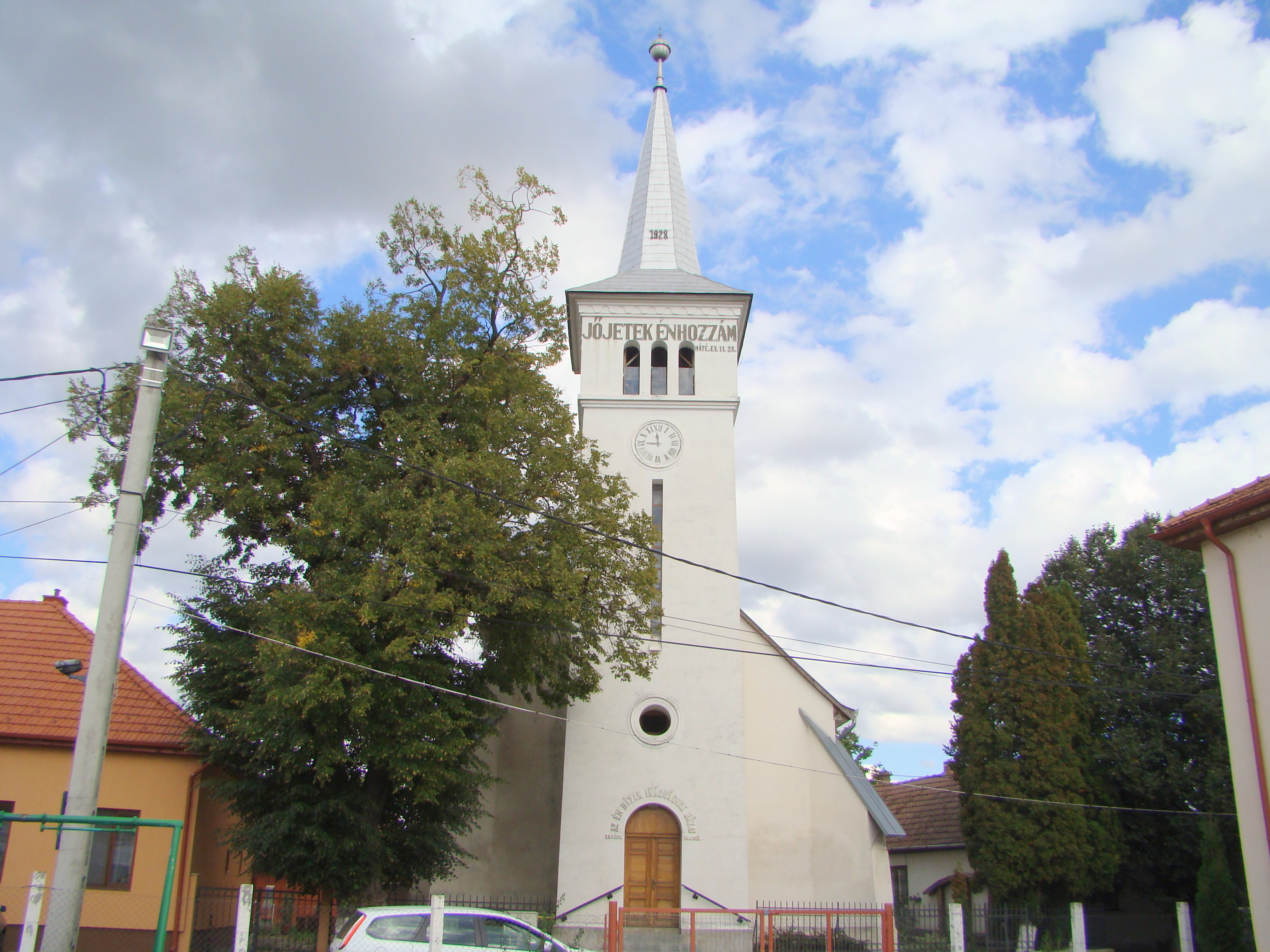
Biserica reformată din satul Sântana de Mureș (monument istoric)
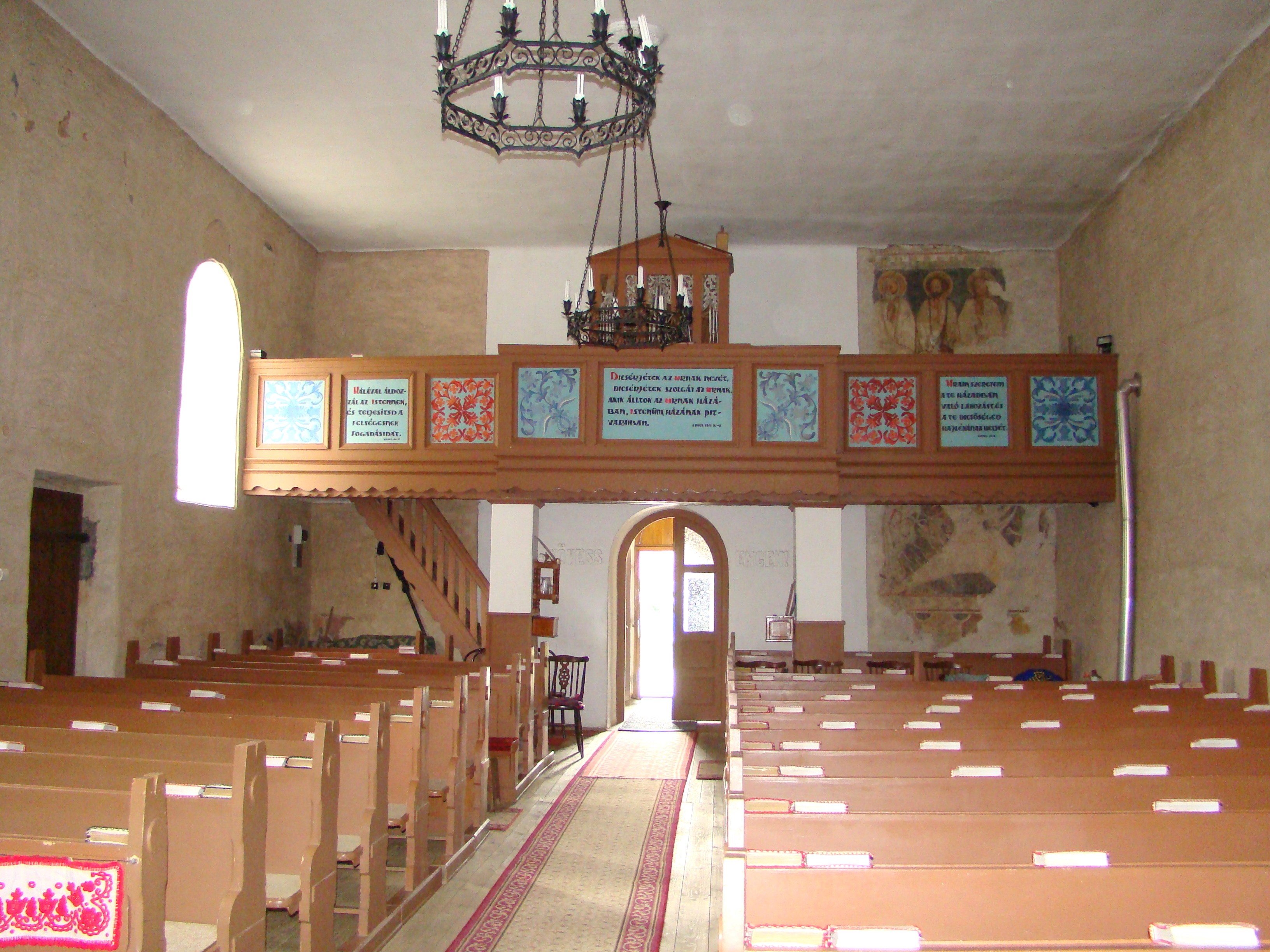
Biserica reformată din satul Sântana de Mureș (interiorul)
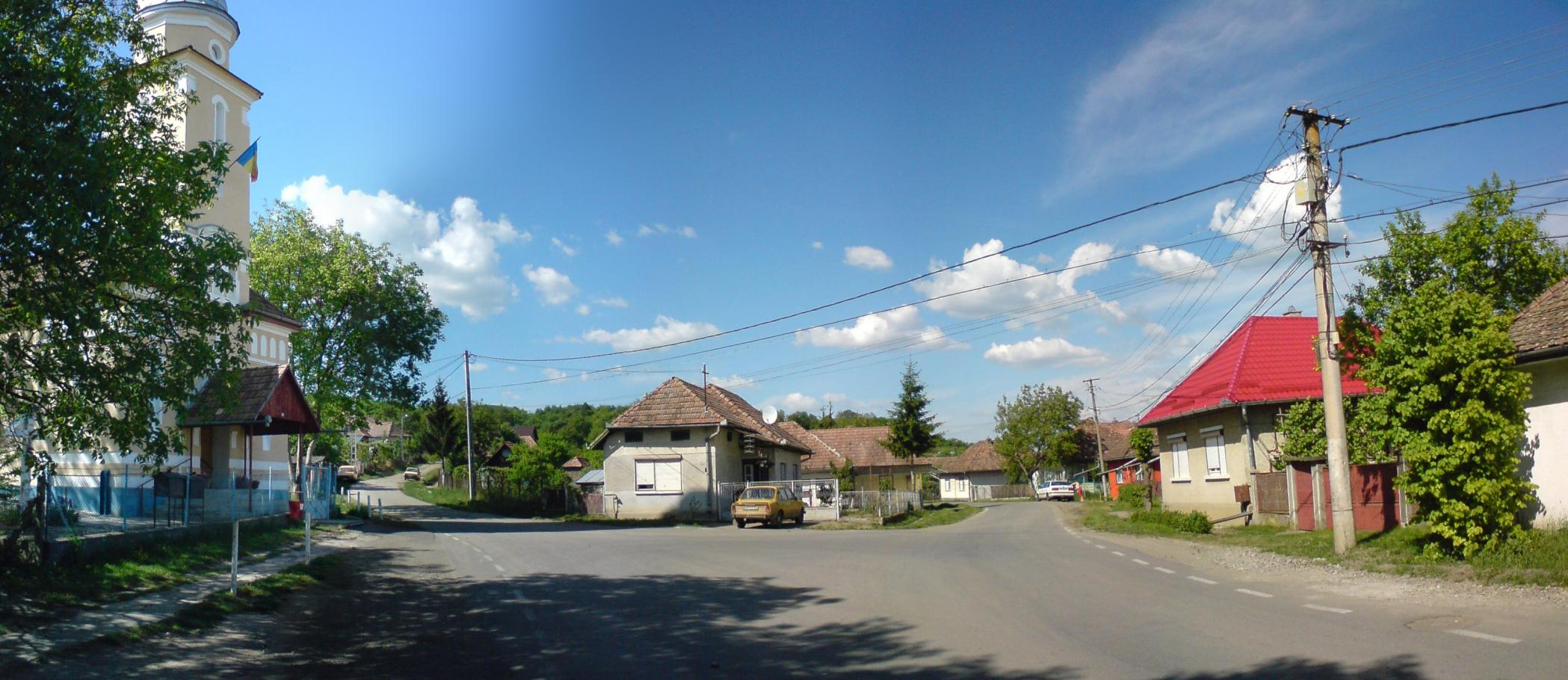
Satul Chinari
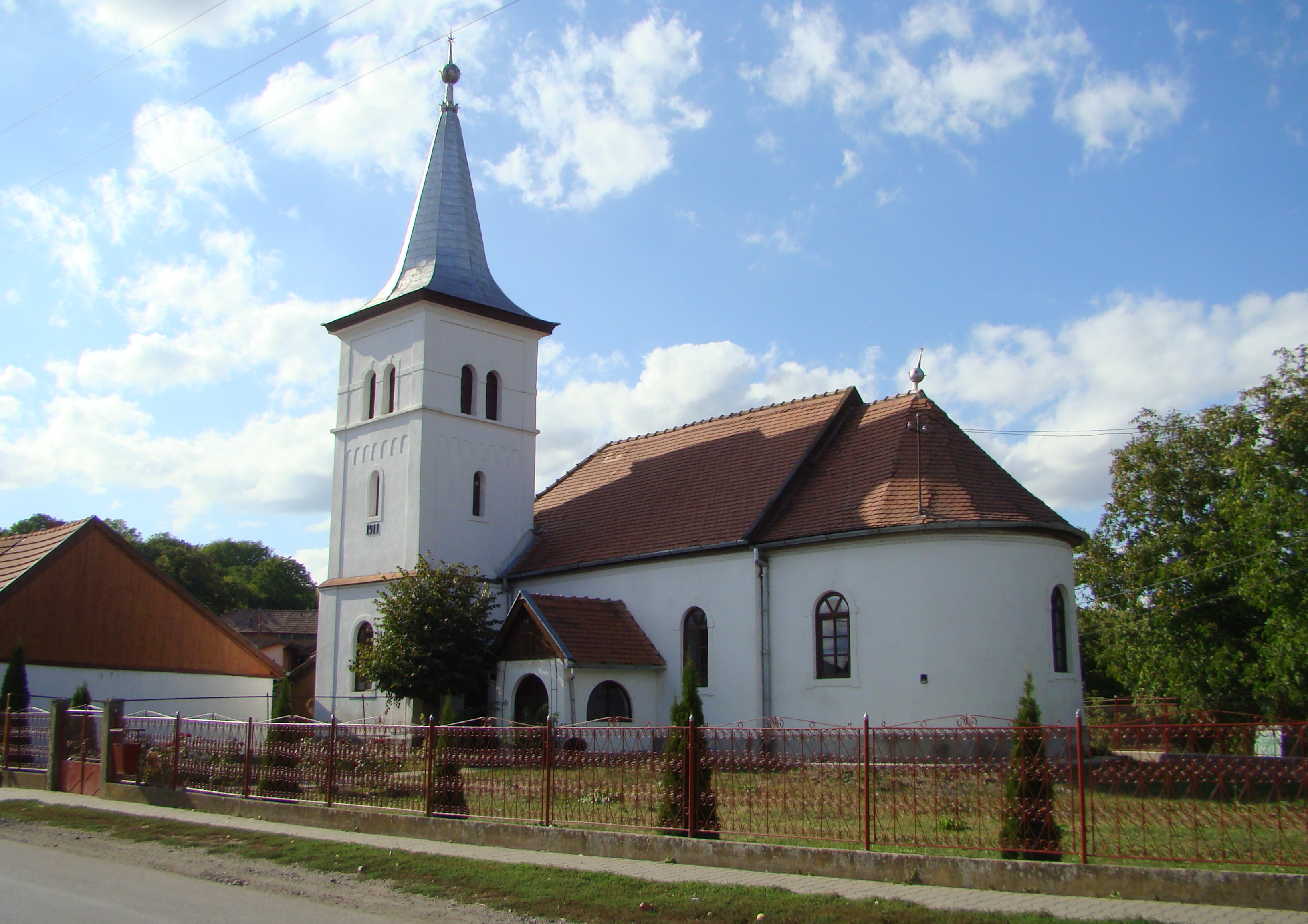
Biserica reformată din satul Chinari (monument istoric)
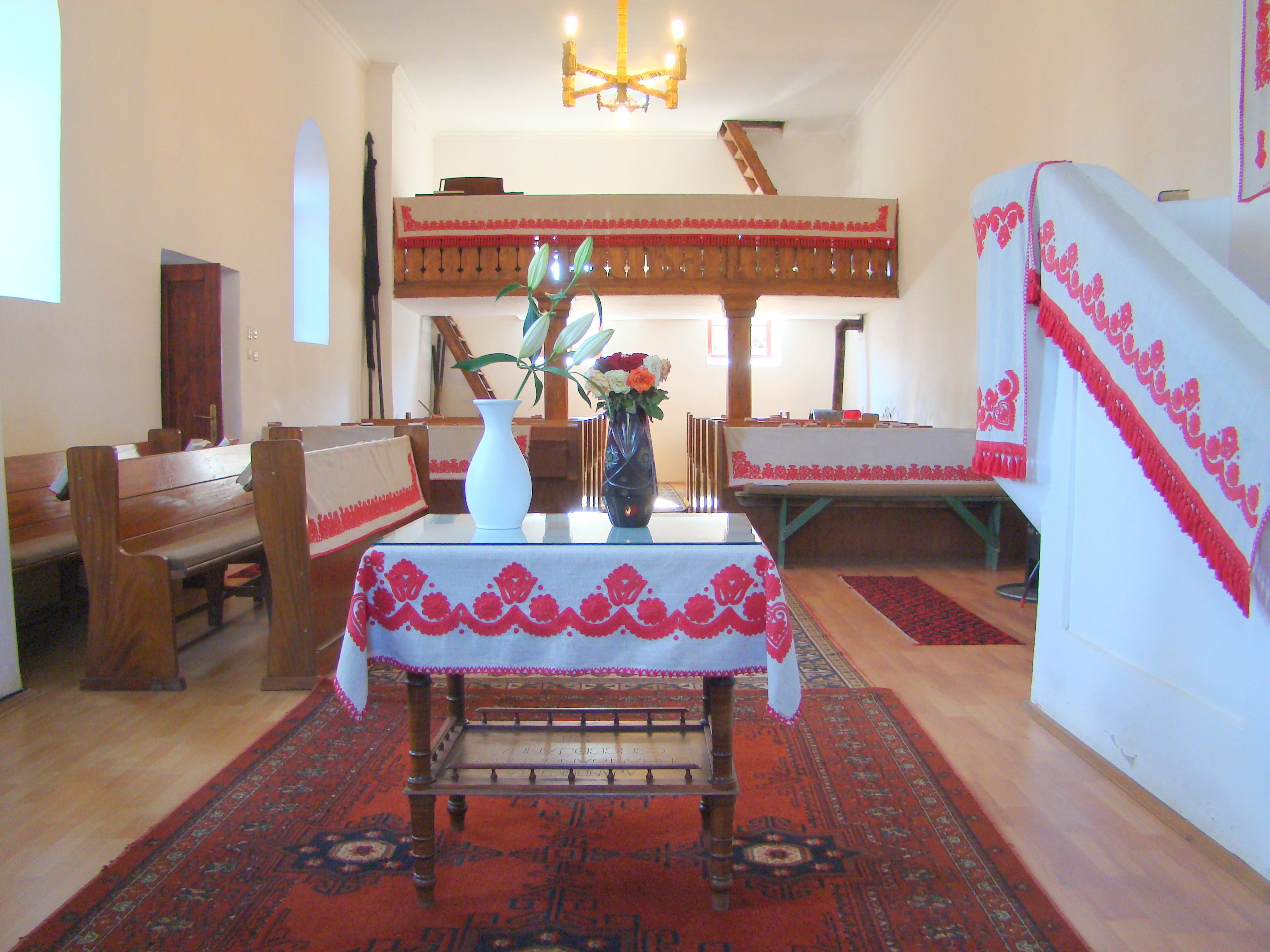
Biserica reformată din satul Chinari (interiorul)
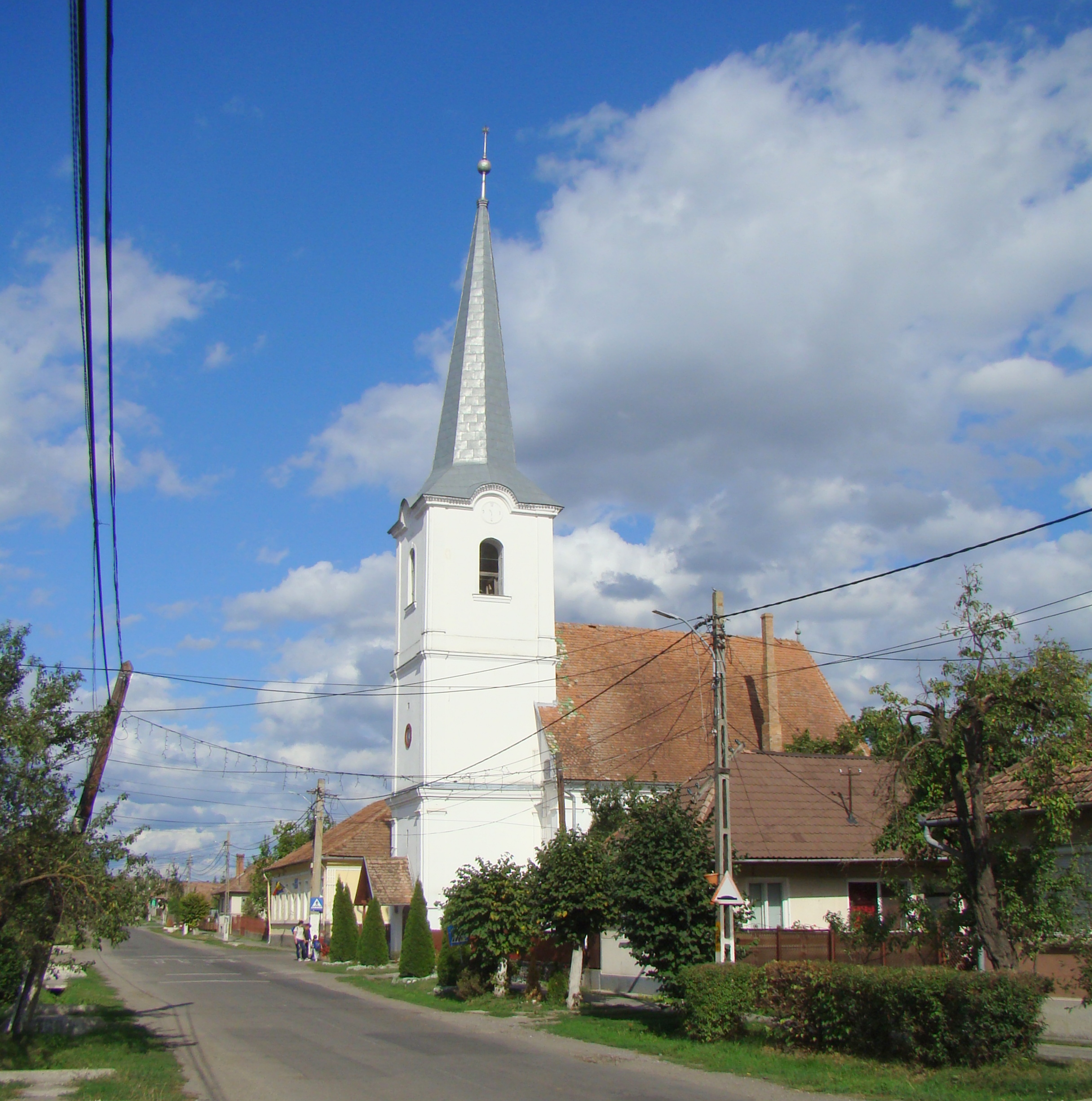
Biserica reformată din satul Curteni
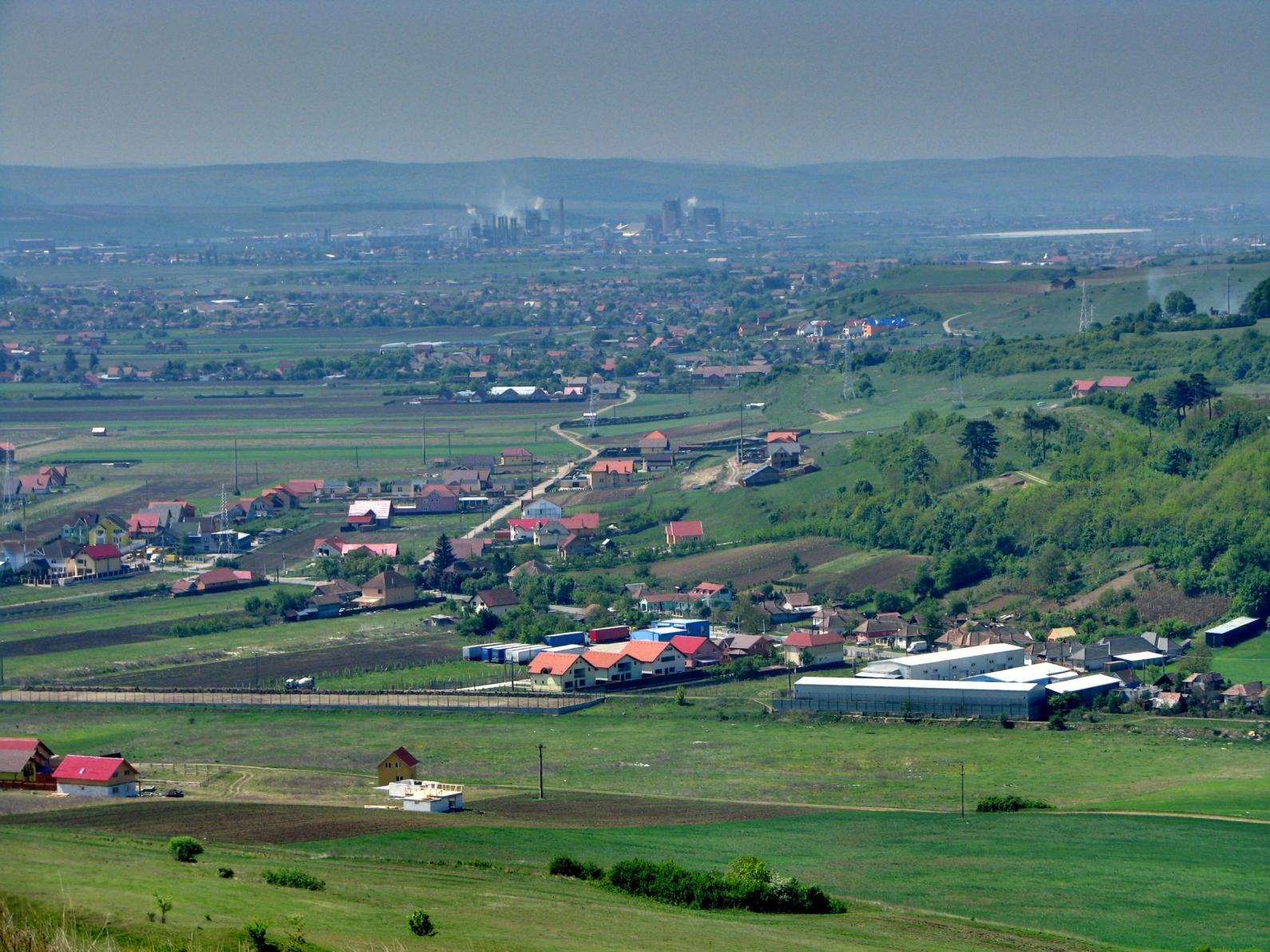
Sântana de Mureș (împrejurimi)